# D6Bels
D6Bels is een muziekprogramma op de Franstalige Belgische zender La Deux. In het programma worden concerten gebracht van Belgische en internationale artiesten. In speciale afleveringen D6Bels on stage worden in een concertzaal liveopnames gemaakt van nieuwe groepen of gevestigde artiesten. Tot eind 2010 werd D6Bels on stage gepresenteerd door het duo Manu Champagne en Sophie Frison, maar zij werden aan de deur gezet en opgevolgd door Jean-Philippe Darquenne.
In het Frans is D6Bels een cijferwoord, dat klinkt zoals decibels.